# Carlos Fitzcarrald
Carlos Fermín Fitzcarrald, né Carlos Fermín Fitzgerald le 6 juillet 1862 à San Luis de Huari, actuellement San Luis de Ancash, et mort noyé le 9 juillet 1897 , est un « baron » péruvien du caoutchouc actif dans la région d'Iquitos.

## Biographie
Fils de William Fitzgerald, un marin nord-américain, et d'Esmeralda López, Carlos Fitzgerald étudie au lycée de Lima au Pérou. En 1881, pendant la guerre du Pacifique (1879-1884), alors que le Chili occupe Lima, il est soupçonné d'espionnage au profit du Chili. Soumis à la cour martiale, il est condamné à mort. Cependant son confesseur le reconnaît et se porte garant de sa conduite. Il modifie alors son nom en Fitzcarrald et se rend dans la région de Loreto, où il se cache pendant près de dix ans.
Il meurt noyé dans les rapides du Río Urubamba.

## Le filmFitzcarraldo
Le personnage a servi comme source d'inspiration pour le film Fitzcarraldo de Werner Herzog tourné en 1982.

## Hommage
La province péruvienne Carlos Fermín Fitzcarrald porte son nom.